# Катберт Линдисфарнский
Катберт Линдисфарнский, иногда упоминаемый как просто Катберт или Святой Кутберт (англ. Saint Cuthbert) (около 634 — 20 марта 687) — раннесредневековый англосаксонский монах-отшельник, служивший в рамках кельтской миссии. Епископ Хексема (684—685) и Линдисфарна (685—687) в королевстве Нортумбрия, которое включало в то время северо-восточную Англию и юго-восточную Шотландию до Ферт-оф-Форта. Христианский святой. Дни памяти — 20 марта (Католическая, Православная, Епископальная церкви, а также церковь Англии) и 4 сентября (церковь Уэльса). В Русской православной церкви память также совершается в Третью неделю по Пятидесятнице, в день празднования Собора Британских и Ирландских святых.

## Биография, почитание
Получив популярность ещё при жизни, Катберт стал одним из главных средневековых святых Англии, его особо чествуют в тех местностях Шотландии, где он побывал. Катберт является святым покровителем Нортумбрии. Был погребён на острове Линдисфарн на северо-востоке Британии, позже из-за нашествия викингов останки были перенесены вглубь страны в приходскую церковь города Честер-ле-Стрит. В 1104 году при освидетельствовании его гробницы в ней рядом с телом было обнаружено Евангелие от Иоанна, так называемое Кутбертово Евангелие, после чего мощи святого были перезахоронены в Даремском соборе.
Катберт вырос в шотландском Лодердейле или его окрестностях, недалеко от Аббатства Мелроуз. Он решил стать монахом после того, как однажды ночью на 651 год увидел видение как святой Айдан, основатель Линдисфарнского аббатства, умер. Вскоре после 655 года его пригласили служить в новый монастырь в Рипоне, однако ему пришлось вернуться с Этой Хексемским обратно в Мелроуз, в то же время в Рипон был назначен Вильфрид Йоркский. Около 662 г. Катберт стал приором в Мелроузе, а около 665 г. — приором Линдисфарна. В 684 году он становится епископом Линдисфарна, но уже к концу 686 года снимает с себя обязанности и возвращается в отшельнический монастырь, так как чувствует приближение смерти. Вероятно на тот момент его возраст составлял около 50 лет.
Учеником Катберта являлся святой Этильвальд Линдисфарнский.

### Комментарии
1. ↑  Катберт происходил из королевства Берниция, которое окончательно вошло в состав королевства Нортумбрия в 634 году, примерно во время рождения будущего монаха.